# Битва під Ганнівкою

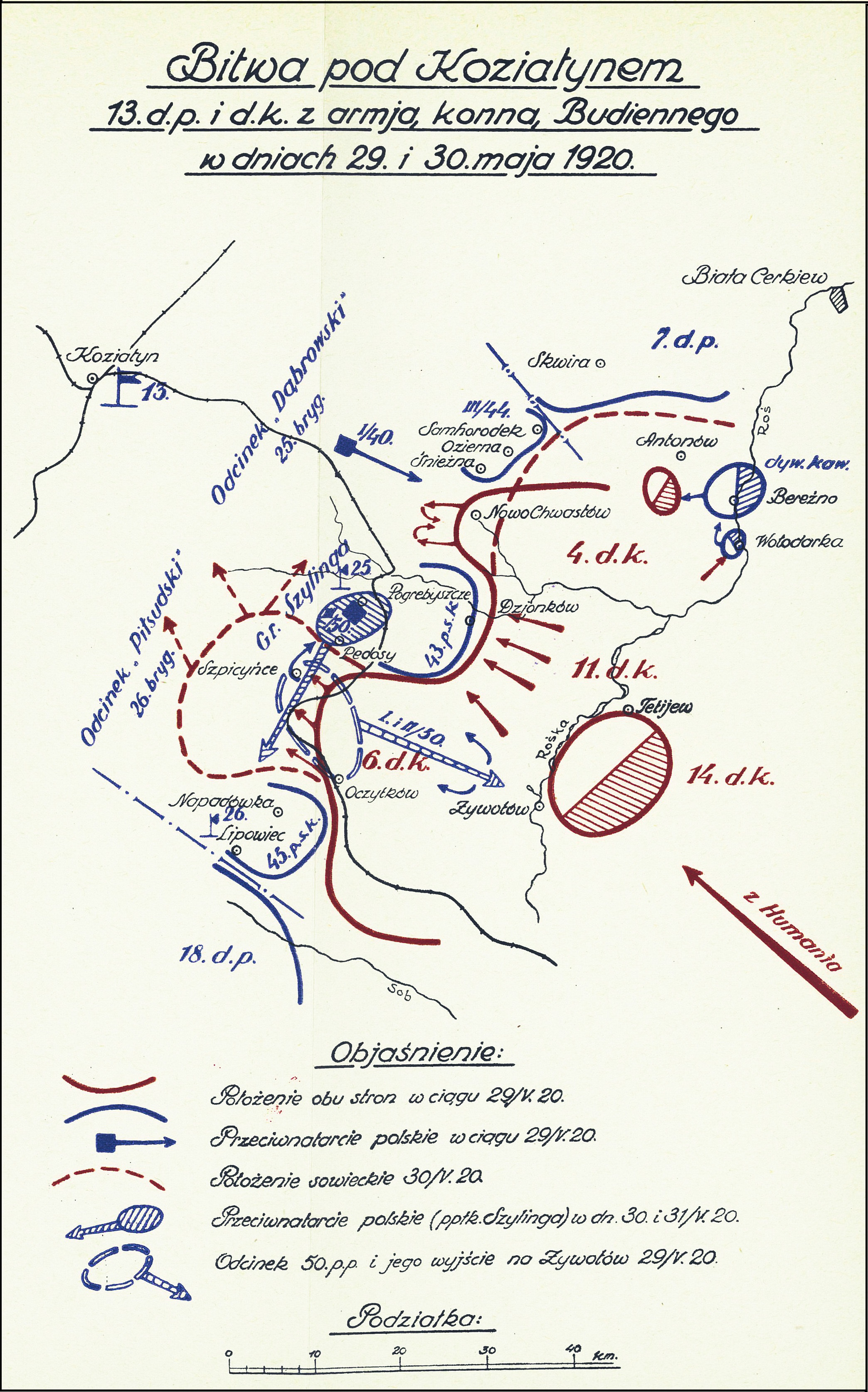
Ген. Тадеуш Кутшеба Київська експедиція 1920 р..

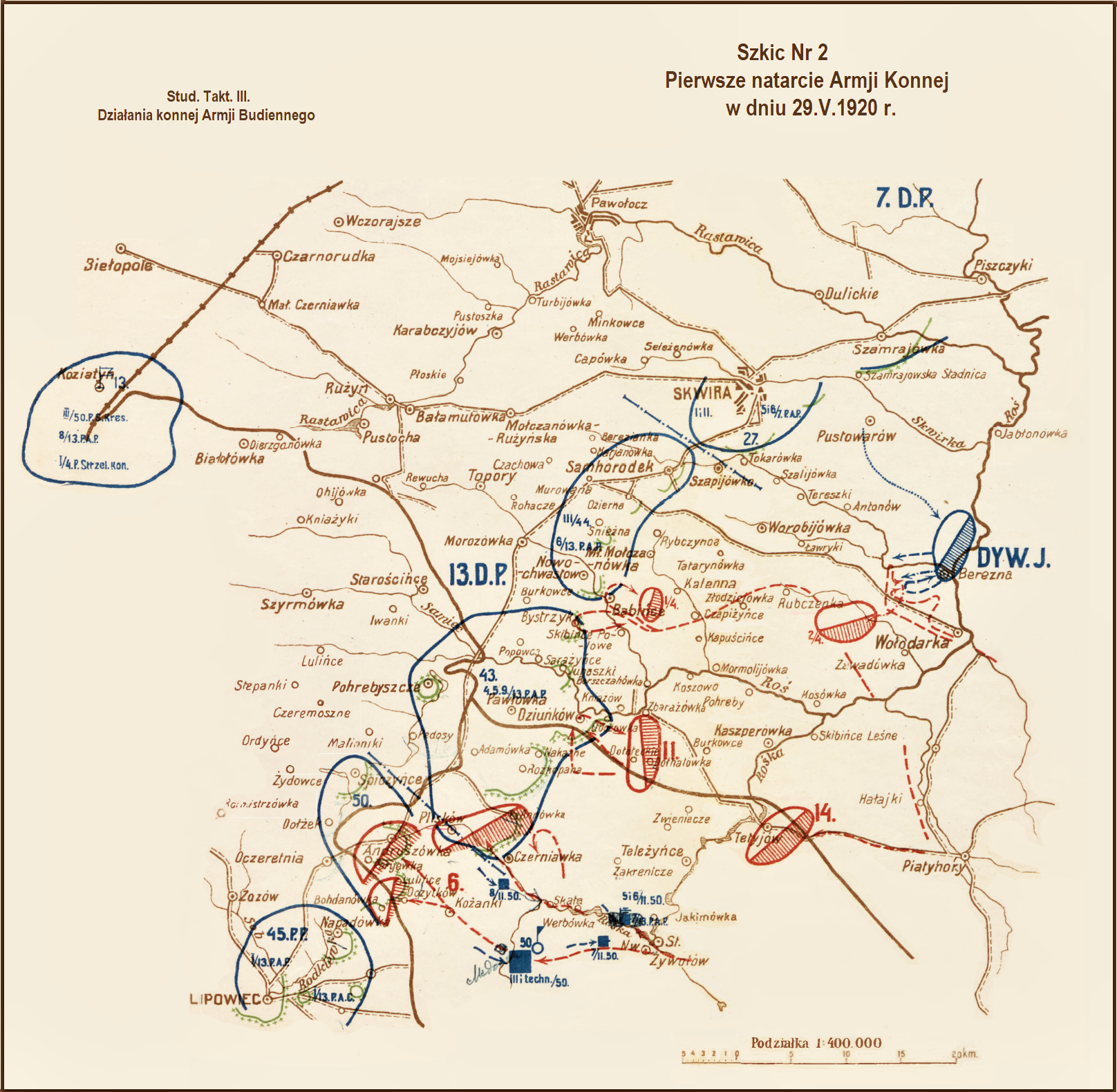
Мечислав Бернацький, Дії кінної армії Будення в польсько-російській кампанії 1920 р.

Битва під Ганнівкою — бої між польським 43-м полком піхоти та частинами радянської 6-ї кавалерійської дивізії під час Київської операції під час польсько-більшовицької війни.

## Загальна ситуація
25 квітня розпочався польський наступ на Україну. Наступальна операція польських військ, проведена в два етапи, завершилася вражаючим успіхом. 7 травня практично без бою був захоплений Київ, і одразу після його захоплення командування 3-ї армії створило на східному березі Дніпра розгалужений передовий плацдарм. Окупація Києва та створення плацдарму завершили польський наступ на Україну.
Після завершення наступу більшість польських частин, що брали участь у ньому, організували оборону, зайнявши найважливіші комунікаційні вузли та окремі міста. Фронт стабілізувався на лінії від Прип'яті, вздовж Дніпра, через Білу Церкву, Сквиру, Липовець, Брацлав, Вапнярку до Яруги на Дністрі. 3-я армія займала ділянку від Прип'яті до Сквири, а фронт 6-ї армії проходив від Сквири до Дністра.
26 травня 1-ша кінна армія Семена Будьонного атакувала польські оборонні рубежі. 13-та піхотна дивізія 6-ї армії була атакована, коли її частини частково рухалися, намагаючись покращити позиції та зайняти більш зручні позиції на річках Рось та Роська.

## Бої під Ганнівкою
Відповідно до плану оборони командира 13-ї піхотної дивізії, у третій декаді травня 43-й піхотний полк створив три осередки опору. «Дзюнкув» укомплектовував 1-й батальйон, посилений 4-ю батареєю 13-го полку польової артилерії, «Розкопане» — 2-й батальйон 5-ю батареєю та «Новохвастів» — 3-й батальйон 6-ю батареєю. Команда полку дислокувалась у Павлівці. Осередки опору систематично розширювалися й обгороджувалися колючим дротом. «Оборонний вузол» в Аннівці зайняла 5 рота.

У цей час 1-ша Кінна армія, згрупована на лінії Тальне — Умань — Теплик, готувалася до наступу в напрямку Козятина. У ніч з 28 на 29 травня радянська кавалерія рушила в бік позицій 13-ї стрілецької дивізії. Маршові частини 6-ї кавалерійської дивізії зіткнулися з частинами 50-го піхотного полку під Новоживотівом. Атака кавалерійських мас знищила І/50-й полк піхоти підполк. Леона Юхневича, а в нерівному бою під Медівкою було розбито ІІ/50-й полк піхоти.
Після розгрому батальйонів 50-го піхотного полку близько 11:00 кавалерійські частини підійшли до Ганнівки та атакували оборонний вузол, який захищала 5-та рота. Радянську атаку було зупинено вогнем рушниць і артилерії. Ворог відійшов і розпочав другий наступ на сусіднє місто Плисків, яке захищала 11-та рота 45-го піхотного полку. Маса кінноти прорвала огорожу і вбила 11-ту роту. Лише кілька солдатів вижили. Після захоплення Плисків радянські війська атакували Ганнівку з півдня. Після години бою 5-та рота разом із двома допоміжними взводами 6-ї роти відійшла до Розкопаного і організувала тут оборону. Радянську кавалерію було зупинено.

## Баланс бою
У битві під Ганнівкою поляки втратили близько 150 убитими, пораненими та зниклими безвісти.